# ألعاب القوى في الألعاب البارالمبية الصيفية 1968
تضمنت ألعاب القوى في الألعاب البارالمبية الصيفية 1968 70 منافسة، 35 للرجال و35 للنساء.

## الدول المشاركة
- الأرجنتين (18)
- أستراليا (22)
- النمسا (20)
- بلجيكا (10)
- كندا (22)
- إثيوبيا (2)
- فنلندا (2)
- فرنسا (12)
- بريطانيا العظمى (33)
- الهند (9)
- جزيرة أيرلندا (2)
- إسرائيل (26)
- إيطاليا (22)
- جامايكا (7)
- اليابان (38)
- مالطا (6)
- هولندا (14)
- نيوزيلندا (12)
- النرويج (8)
- رودسيا (7)
- جنوب إفريقيا (8)
- كوريا الجنوبية (2)
- إسبانيا (5)
- سويسرا (16)
- الولايات المتحدة (61)
- ألمانيا الغربية (39)

## جدول الميداليات
*   البلد المضيف (مضيف)
| المرتبة | فريق                   | ذهبية | فضية | برونزية | المجموع |
| ------- | ---------------------- | ----- | ---- | ------- | ------- |
| 1       | الولايات المتحدة (USA) | 16    | 11   | 16      | 43      |
| 2       | إسرائيل (ISR)*         | 9     | 11   | 12      | 32      |
| 3       | الأرجنتين (ARG)        | 9     | 8    | 8       | 25      |
| 4       | أستراليا (AUS)         | 7     | 7    | 5       | 19      |
| 5       | جنوب إفريقيا (RSA)     | 5     | 7    | 4       | 16      |
| 6       | بريطانيا العظمى (GBR)  | 5     | 5    | 4       | 14      |
| 7       | إيطاليا (ITA)          | 5     | 4    | 5       | 14      |
| 8       | كندا (CAN)             | 5     | 4    | 3       | 12      |
| 9       | ألمانيا الغربية (FRG)  | 3     | 5    | 2       | 10      |
| 10      | جامايكا (JAM)          | 2     | 0    | 0       | 2       |
| 11      | اليابان (JPN)          | 1     | 2    | 5       | 8       |
| 12      | رودسيا (RHO)           | 1     | 1    | 2       | 4       |
| 13      | نيوزيلندا (NZL)        | 1     | 1    | 1       | 3       |
| 14      | فرنسا (FRA)            | 1     | 0    | 0       | 1       |
| 15      | النمسا (AUT)           | 0     | 4    | 2       | 6       |
| 16      | جزيرة أيرلندا (IRL)    | 0     | 0    | 1       | 1       |
| المجموع | المجموع                | 70    | 70   | 70      | 210     |

## ملخص الميداليات

### أحداث الرجال
| حدث                                  | الذهبية                                                                      | الفضية                                                              | البرونزية                                                                  |
| ------------------------------------ | ---------------------------------------------------------------------------- | ------------------------------------------------------------------- | -------------------------------------------------------------------------- |
| مبتدئون 60 م سباق الكراسي المتحركة أ | باترسون · كندا                                                               | والتر هيرتله · ألمانيا الغربية                                      | ميتسوكي ساكونجو · اليابان                                                  |
| مبتدئون 60 م سباق الكراسي المتحركة ب | ويلسون · كندا                                                                | هانس يونغ · ألمانيا الغربية                                         | بورن · كندا                                                                |
| مبتدئون 60 م سباق الكراسي المتحركة ج | أرييل رومان · الولايات المتحدة                                               | والتر دان · كندا                                                    | ريتشارد فيلتيس · الولايات المتحدة                                          |
| 100 م الكراسي المتحركة A             | غاري هووبر · أستراليا                                                        | برونو مورتي · أستراليا                                              | ديك طومسون · بريطانيا العظمى                                               |
| 100 م الكراسي المتحركة B             | كيفن مونرو · أستراليا                                                        | ديفيد ويليامسون · الولايات المتحدة                                  | يوهان شوبهاؤر · ألمانيا الغربية                                            |
| 100 م الكراسي المتحركة C             | غاري أودوروفسكي · الولايات المتحدة                                           | دينفر برانوم · الولايات المتحدة                                     | تاكيتوشي ميازوا · اليابان                                                  |
| تتابع 4×40 متر مفتوح                 | الولايات المتحدة (USA) · دينفر برانوم · تشيس · غاري أودوروفسكي · أرييل رومان | أستراليا (AUS) · غاري هووبر · جون مارتن · برونو موريتي · كيفن مونرو | الأرجنتين (ARG) · كارلوس كارانزا · خورخيه ديز · هوغو لوتو · باوتيستا روبيو |
| رمي الصولجان أ                       | فيك رينالسون · أستراليا                                                      | دانيال إيراسموس · جنوب إفريقيا                                      | أنطونيو أريزي · إيطاليا                                                    |
| رمي الصولجان ب                       | يوجين ريمر · كندا                                                            | ديفيد ويليامسون · الولايات المتحدة                                  | نيل · جنوب إفريقيا                                                         |
| رمي الصولجان ج                       | H. سميث · الولايات المتحدة                                                   | جيرمانو بيكتشينينو · إيطاليا                                        | إميليو بورتو · إيطاليا                                                     |
| رمي الهراوة فئة د                    | روبرتو مارسون · إيطاليا                                                      | نيولت · كندا                                                        | هورست جوتهيلف · ألمانيا الغربية                                            |
| رمي الهراوة فئة خاصة                 | إد أوين · الولايات المتحدة                                                   | خورخي ديز · الأرجنتين                                               | كاميرون · الولايات المتحدة                                                 |
| رمي القرص فئة أ                      | فيك رينالسون · أستراليا                                                      | دانيال إيراسموس · جنوب إفريقيا                                      | أنطونيو أريزي · إيطاليا                                                    |
| رمي القرص فئة ب                      | يوجين رايمر · كندا                                                           | جيرميشويزن · جنوب إفريقيا                                           | جاي. ماير · جنوب إفريقيا                                                   |
| رمي القرص الفئة C                    | يتسحاق جليتسكي · إسرائيل                                                     | ه. سميث · الولايات المتحدة                                          | أربالو · الولايات المتحدة                                                  |
| رمي القرص الفئة D                    | روبرتو مارسون · إيطاليا                                                      | يسرائيل إيفين-سحاف · إسرائيل                                        | أمنون فايس · إسرائيل                                                       |
| رمي القرص الفئة الخاصة               | إد أوين · الولايات المتحدة                                                   | ديمورست · الولايات المتحدة                                          | ميغيل أنخيل غونزاليس · الأرجنتين                                           |
| رمي الرمح الفئة A                    | دانيال إيراسموس · جنوب إفريقيا                                               | فيك رينالسون · أستراليا                                             | ديك تومسون · بريطانيا العظمى                                               |
| رمي الرمح الفئة ب                    | ديفيد ويليامسون · الولايات المتحدة                                           | يوجين رييمر · كندا                                                  | جيه. ماير · جنوب إفريقيا                                                   |
| رمي الرمح الفئة ج                    | يوهان شووباور · ألمانيا الغربية                                              | جيرمانو بيكشينينو · إيطاليا                                         | رينو لويس · الولايات المتحدة                                               |
| رمي الرمح الفئة د                    | روبرتو مارسون · إيطاليا                                                      | روس سكوت · بريطانيا العظمى                                          | أمنون فايس · إسرائيل                                                       |
| رمي الرمح الفئة الخاصة               | ميغيل أنخيل غونزاليس · الأرجنتين                                             | كاميرون · الولايات المتحدة                                          | إد أوين · الولايات المتحدة                                                 |
| رمي الرمح الدقيق مفتوح               | فينسنت إكسل · جامايكا                                                        | إنجلبرت رانغر · النمسا                                              | رينو ليفيس · الولايات المتحدة                                              |
| دفع الجلة أ                          | دانيال إيراسموس · جنوب إفريقيا                                               | جول · النمسا                                                        | فيك رينالسون · أستراليا                                                    |
| دفع الجلة ب                          | جيه. ماير · جنوب إفريقيا                                                     | Gary Hooper · أستراليا                                              | جيرميشويزن · جنوب إفريقيا                                                  |
| دفع الجلة ج                          | بنينكاسا · إيطاليا                                                           | يوهان شوهباور · ألمانيا الغربية                                     | ليونارد كرايسلر · الولايات المتحدة                                         |
| دفع الجلة D                          | Horst Gotthelf · ألمانيا الغربية                                             | Amnon Weiss · إسرائيل                                               | Roberto Marson · إيطاليا                                                   |
| دفع الجلة الفئة الخاصة               | Ed Owen · الولايات المتحدة                                                   | Miguel Ángel González · الأرجنتين                                   | Jorge Diz · الأرجنتين                                                      |
| سباق التزلج أ                        | Bruno Moretti · أستراليا                                                     | Bill Mather-Brown · أستراليا                                        | Mitsuaki Sakonju · اليابان                                                 |
| سباق التزلج ب                        | Robert McIntyre · أستراليا                                                   | John Martin · أستراليا                                              | Makio Suga · اليابان                                                       |
| التعرج C                             | هيساشي فوروكاوا · اليابان                                                    | ميكيو إيجاوا · اليابان                                              | ترويوشي تسوتشيا · اليابان                                                  |
| التعرج فئة عنق الرحم                 | ألان مكلوكاس · أستراليا                                                      | جيانينو · الولايات المتحدة                                          | دن · الولايات المتحدة                                                      |
| الخماسي الكامل                       | يوهان شوهبير · ألمانيا الغربية                                               | هاينز سيمون · ألمانيا الغربية                                       | ليزلي مانسون-بيشوب · رودسيا                                                |
| خماسي غير مكتمل                      | H. سميث · الولايات المتحدة                                                   | كلارك · بريطانيا العظمى                                             | تومي تايلور · بريطانيا العظمى                                              |
| خماسي الفئة الخاصة                   | إد أوين · الولايات المتحدة                                                   | دينفر برانوم · الولايات المتحدة                                     | خورخي ديز · الأرجنتين                                                      |

### الأحداث النسائية
| الفعالية                          | الذهبية                                                                       | الفضية                                                                     | البرونزية                                                                    |
| --------------------------------- | ----------------------------------------------------------------------------- | -------------------------------------------------------------------------- | ---------------------------------------------------------------------------- |
| مبتدئات 60 م عدو على كرسي متحرك أ | Thibaut · فرنسا                                                               | Dina Galindez · الأرجنتين                                                  | Lorraine Dodd · أستراليا                                                     |
| مبتدئات 60 م عدو على كرسي متحرك ب | Hilda Binns · كندا                                                            | Janet Swann · بريطانيا العظمى                                              | Batia Shviki · إسرائيل                                                       |
| مبتدئات 60 م عدو على كرسي متحرك ج | Batia Mishani · إسرائيل                                                       | Karin Sammerhofer · النمسا                                                 | Geula Siri · إسرائيل                                                         |
| 60 متر كرسي متحرك أ               | كارول جيس · الولايات المتحدة                                                  | كيرن · الولايات المتحدة                                                    | كورنت · الولايات المتحدة                                                     |
| 60 متر كرسي متحرك ب               | فاليري فوردير · بريطانيا العظمى                                               | نيورا إيفين-زهاف · إسرائيل                                                 | أورا جولدشتاين · إسرائيل                                                     |
| 60 متر كرسي متحرك ج               | كارول براينت · بريطانيا العظمى                                                | جو آن كيزر · الولايات المتحدة                                              | دافني هيلتون · أستراليا                                                      |
| سباق تتابع 4×40 متر مفتوح         | الولايات المتحدة (USA) · إيلا شافي · كارول جيز · جو آن كايزر · ليندا ستراتمان | إسرائيل (ISR) · ناعورة إيفن-زهاف · باتيا ميشاني · شوشانا شربي · جيولا سيري | الأرجنتين (ARG) · سيلفيا كوكيتي · أميليا مير · سوسانا أولارتي · نعومي تورتول |
| رمي الهراوة الفئة A               | دينا جالينديز · الأرجنتين                                                     | ماجي مار · بريطانيا العظمى                                                 | كيرن · الولايات المتحدة                                                      |
| رمي الهراوة الفئة B               | هاتنج · جنوب إفريقيا                                                          | نعومي تورتول · الأرجنتين                                                   | جابرييلا موناكو · إيطاليا                                                    |
| رمي المضرب فئة C                  | سوزانا أولارتي · الأرجنتين                                                    | لو رو · جنوب إفريقيا                                                       | سيلي · كندا                                                                  |
| رمي المضرب فئة D                  | زيبورا روبين-روزينباوم · إسرائيل                                              | باتيا ميشاني · إسرائيل                                                     | شوشانا شرابي · إسرائيل                                                       |
| رمي المضرب الفئة الخاصة           | مالكا هالفون · إسرائيل                                                        | سيلفيا كوكيتي · الأرجنتين                                                  | جؤولة سيري · إسرائيل                                                         |
| رمي القرص الفئة أ                 | دينا جالينديز · الأرجنتين                                                     | ماجي مار · بريطانيا العظمى                                                 | كيرن · الولايات المتحدة                                                      |
| رمي القرص الفئة ب                 | هاتينج · جنوب إفريقيا                                                         | نومي تورتول · الأرجنتين                                                    | بيندلي · الولايات المتحدة                                                    |
| رمي القرص الفئة ج                 | سوزانا أولارتي · الأرجنتين                                                    | لو رو · جنوب إفريقيا                                                       | إيف إم. ريمر · نيوزيلندا                                                     |
| رمي القرص D                       | إيرين موناكو · إيطاليا                                                        | زيبورا روبين-روزنبام · إسرائيل                                             | روث بيتون · إسرائيل                                                          |
| رمي القرص الفئة الخاصة            | سيلفيا كوكتي · الأرجنتين                                                      | مالكا هالفون · إسرائيل                                                     | جيئولا سيري · إسرائيل                                                        |
| رمي الرمح A                       | كيرن · الولايات المتحدة                                                       | إنغريد فوبوريل · النمسا                                                    | غالينديز · الأرجنتين                                                         |
| رمي الرمح ب                       | روزا لي هيكسون · الولايات المتحدة                                             | هاتينغ · جنوب إفريقيا                                                      | نويمي تورتول · الأرجنتين                                                     |
| رمي الرمح ج                       | إيف م. ريمر · نيوزيلندا                                                       | جيسينا سميت · رودسيا                                                       | سيلي · كندا                                                                  |
| رمي الرمح د                       | زيبورا روبين-روزنباوم · إسرائيل                                               | باتيا ميشاني · إسرائيل                                                     | كارين سامرهوفير · النمسا                                                     |
| رمي الرمح فئة خاصة                | مالكا حافون · إسرائيل                                                         | جيولا سيري · إسرائيل                                                       | سيلفيا كوتشيتي · الأرجنتين                                                   |
| رمي الرمح بدقة open               | باراكات · جامايكا                                                             | سيلفانا مارتينو · إيطاليا                                                  | روزالي هيكسون · الولايات المتحدة                                             |
| دفع الجلة A                       | كيرن · الولايات المتحدة                                                       | دينا جالينديز · الأرجنتين                                                  | إنغريد فوبوريل · النمسا                                                      |
| دفع الجلة ب                       | جاكلين تومسون · رودسيا                                                        | هاتنج · جنوب إفريقيا                                                       | روزيلي هيكسون · الولايات المتحدة                                             |
| دفع الجلة ج                       | سوزانا أولارتي · الأرجنتين                                                    | إيف م. ريمر · نيوزيلندا                                                    | أورا جولدشتاين · إسرائيل                                                     |
| دفع الجلة د                       | زيبورا روبين-روزينباوم · إسرائيل                                              | باتيا ميشاني · إسرائيل                                                     | أفريل ديفيس · رودسيا                                                         |
| دفع الجلة فئة خاصة                | سيلفيا كوكيتي · الأرجنتين                                                     | مالكا هالفون · إسرائيل                                                     | جيولا سيري · إسرائيل                                                         |
| الزلاقة أ                         | كارول جيسي · الولايات المتحدة                                                 | لورين دود · أستراليا                                                       | كورنيت · الولايات المتحدة                                                    |
| الزلاقة ب                         | باتيا شفيكي · إسرائيل                                                         | بينز · كندا                                                                | نيورا إيفن-زهاف · إسرائيل                                                    |
| التعرج C                          | كارول براينت · بريطانيا العظمى                                                | كايوكو أراي · اليابان                                                      | ماريون أوبراين · أستراليا                                                    |
| التعرج الفئة العنقية              | سوزانا ماسيوترا · الأرجنتين                                                   | غورمان · الولايات المتحدة                                                  | روزالين غالاغر · جزيرة أيرلندا                                               |
| الخماسي الكامل                    | فاليري فوردير · بريطانيا العظمى                                               | إلينا موناكو · إيطاليا                                                     | كورنات · الولايات المتحدة                                                    |
| خماسي غير مكتمل                   | مارغريت غيبس · بريطانيا العظمى                                                | مارغا فلور · ألمانيا الغربية                                               | كارول براينت · بريطانيا العظمى                                               |
| خماسي فئة خاصة                    | زيبورا روبين-روزنباوم · إسرائيل                                               | سيلفيا كوكيتّي · الأرجنتين                                                  | دافني هيلتون · أستراليا                                                      |